# Jesu, der du meine Seele, BWV 78

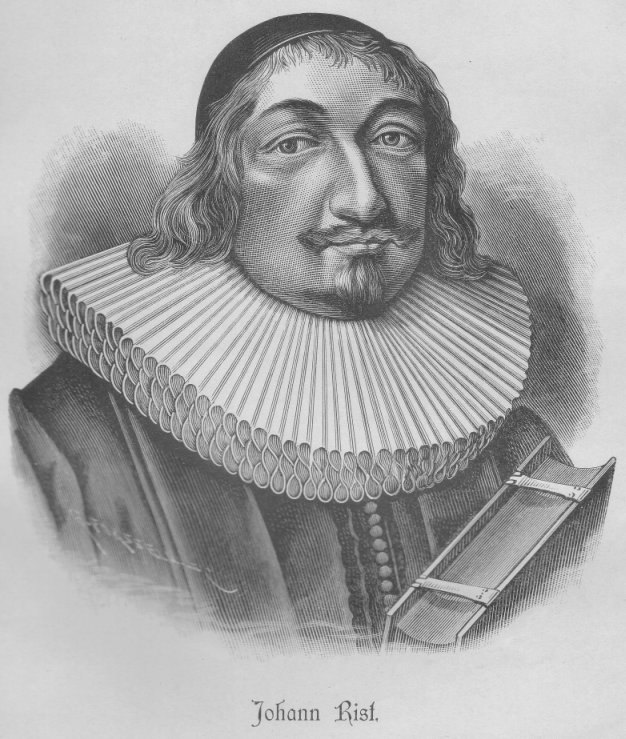
Johann Rist, autor del himno.

Jesu, der du meine Seele, BWV 78 (Jesús, tú que mi alma redimiste) es una cantata de iglesia escrita por Johann Sebastian Bach en Leipzig para el decimocuarto domingo después de la Trinidad y estrenada el 10 de septiembre de 1724. Está basada en un himno escrito por Johann Rist.

## Historia
Bach compuso esta obra durante su segundo año como Thomaskantor en Leipzig para el decimocuarto domingo después de la Trinidad. Forma parte de su primer ciclo anual de cantatas corales. La cantata fue interpretada por primera vez el 10 de septiembre de 1724.

## Análisis

### Texto
Las lecturas establecidas para ese día eran de la epístola a los gálatas, las enseñanzas de Pablo sobre "las obras de la carne y el fruto del Espíritu" (Gálatas 5:16-24), y del evangelio según San Lucas la curación de diez leprosos (Lucas 17:11-19).
Bach escogió el coral de doce estrofas escrito por Johann Rist en 1641. Rist dispuso las palabras y probablemente también la melodía. Un libretista anónimo escribió la poesía para siete movimientos, manteniendo la primera y última estrofas, y citando algunos de los versos como parte de su propia escritura en los demás movimientos. El movimiento 2 se corresponde con la estrofa 2 del coral, el 6 con la 11, el 3 con las 3–5, el 4 con las 6–7, y el 5 con las 8–10. El coral parece sólo lejanamente relacionado, abordando la Pasión de Jesús, que purifica al creyente. El poeta alude a la enfermedad y la curación en unos pocos versos, más que de los que le dedica en el coral, como "Du suchst die Kranken" (busca a los enfermos).

### Instrumentación
La obra está escrita para cuatro voces solistas (soprano, alto, tenor y bajo), un coro a cuatro voces; flauto traverso, dos oboes, dos violines, viola, violone y bajo continuo incluyendo órgano y trompa natural en el coro inicial.

### Estructura
Consta de siete movimientos.
1. Coral: Jesu, der du meine Seele
2. Aria dúo (soprano, alto): Wir eilen mit schwachen, doch emsigen Schritten
3. Recitativo (tenor): Ach! ich bin ein Kind der Sünden
4. Aria (tenor, flauta): Das Blut, so meine Schuld durchstreicht
5. Recitativo (bajo, cuerda): Die Wunden, Nägel, Kron und Grab
6. Aria (bajo, oboe): Nur du wirst mein Gewissen stillen
7. Coral: Herr, ich glaube, hilf mir Schwachen

La cantata es notable por sus afectos ampliamente contrastantes: profundidad meditativa en el coral de apertura, una sensación de rebotar casi alegre aunque vacilante en el segundo movimiento, y desesperación en el tercero. El coro inicial es una fantasía coral que sigue la forma de la passacaglia. El tema, conocido como passus duriusculus o cuarta cromática, aparece en 27 ocasiones, a veces invertido, a veces en distintas tonalidades. Ya era conocido antes de Bach, que lo empleó primero en el quinto movimiento de su cantata temprana para Pascua Christ lag in Todes Banden, BWV 4, y de manera notable en Weinen, Klagen, Sorgen, Zagen, BWV 12, la cual constituyó un modelo para el Crucifixus de su Misa en si menor. La soprano interpreta el cantus firmus, la otra parte expresa el significado de las palabras en polifonía sobre una diversidad de motivos.
El dúo para soprano y alto habla de pasos precipitados, que se muestran de manera predominante en las figuraciones del continuo formado por violonchelos, violone y órgano. El recitativo comienza siendo secco, pero finaliza en un arioso sobre el texto del coral original. El aria va acompañada por motivos de flauta que reflejan el alivio del corazón.
El recitativo para bajo y cuerda es una reminiscencia de la vox Christi (voz de Cristo) en las pasiones de Bach, marcada con una inusual precisión con las siguientes indicaciones: vivace, adagio, andante, con ardore. Bach logra un impacto dramático, intensificado por saltos en la línea vocal. La última aria es similar a un concierto para oboe y la voz del bajo.
El coral de cierre es un arreglo a cuatro voces de la melodía original.

## Discografía selecta
De esta pieza se han realizado una serie de grabaciones entre las que destacan las siguientes.
- 1960 – Les Grandes Cantates de J.S. Bach Vol. 7. Fritz Werner, Heinrich-Schütz-Chor Heilbronn, Pforzheim Chamber Orchestra, Marga Höffgen, Helmut Krebs, Franz Kelch (Erato)
- 1961 – Bach Cantatas Vol. 4. Karl Richter,  Münchener Bach-Chor, Münchener Bach-Orchester, Ursula Buckel, Hertha Töpper, John van Kesteren, Kieth Engen (Archiv Produktion)
- 1965 – J.S. Bach: Cantatas BWV 78 & 106. Wolfgang Gönnenwein,  Süddeutscher Madrigalchor, Consortium Musicum, Edith Mathis, Sybil Michelow, Theo Altmeyer, Franz Crass (EMI)
- 1970 – Cantatas BWV 172 & 78. Erhard Mauersberger,  Thomanerchor, Gewandhausorchester, Adele Stolte, Annelies Burmeister, Peter Schreier,  Theo Adam (Eterna)
- 1975 – Bach: Das Kantatenwerk Vol. 7. Hermann Max, Dormagener Kantorei,  Barbara Schlick, Hilke Helling, Lutz-Michael Harder, Berthold Possemeyer (FSM Candide)
- 2000 – J.S. Bach: Complete Cantatas Vol. 12. Ton Koopman, Amsterdam Baroque Orchestra & Choir,  Lisa Larsson, Annette Markert, Christoph Prégardien, Klaus Mertens (Antoine Marchand)
- 2000 – Bach Cantatas Vol. 7. John Eliot Gardiner, Monteverdi Choir, English Baroque Soloists, Malin Hartelius, Robin Tyson, James Gilchrist, Peter Harvey (Soli Deo Gloria)
- 2011 – Bach: Wie schön leuchtet der Morgenstern. BWV 1, 48, 78 & 140. Karl-Friedrich Beringer, Windsbacher Knabenchor, Deutsche Kammer-Virtuosen Berlin, Sibylla Rubens, Rebecca Martin, Markus Schäfer, Klaus Mertens (Sony Music)